# Maryland Heights
Maryland Heights és una població dels Estats Units a l'estat de Missouri. Segons el cens del 2006 tenia 26.339 habitants.

## Demografia
Segons el cens del 2000, Maryland Heights tenia 25.756 habitants, 11.302 habitatges, i 6.419 famílies. La densitat de població era de 464,9 habitants per km².
Dels 11.302 habitatges en un 25,8% hi vivien nens de menys de 18 anys, en un 44,2% hi vivien parelles casades, en un 9,5% dones solteres, i en un 43,2% no eren unitats familiars. En el 33,8% dels habitatges hi vivien persones soles el 5,5% de les quals corresponia a persones de 65 anys o més que vivien soles. El nombre mitjà de persones vivint en cada habitatge era de 2,25 i el nombre mitjà de persones que vivien en cada família era de 2,94.
Per edats la població es repartia de la següent manera: un 21,5% tenia menys de 18 anys, un 9,8% entre 18 i 24, un 37,2% entre 25 i 44, un 22% de 45 a 60 i un 9,5% 65 anys o més.
L'edat mediana era de 34 anys. Per cada 100 dones de 18 o més anys hi havia 96,1 homes.
La renda mediana per habitatge era de 48.689 $ i la renda mediana per família de 58.487 $. Els homes tenien una renda mediana de 40.700 $ mentre que les dones 30.613 $. La renda per capita de la població era de 24.918 $. Entorn del 3,8% de les famílies i el 5,3% de la població estaven per davall del llindar de pobresa.

## Poblacions més properes
El següent diagrama mostra les poblacions més properes.